# Nicolau-Primitiu Gómez i Serrano
Nicolau Primitiu Gómez i Serrano (Sueca, 10 de setembre de 1877 - València, 11 de novembre de 1971) va ser un activista cultural, historiador i empresari valencià. La seua aportació més important a la cultura va ser l'actiu paper en el món nacionalista valencià del segle xx com a promotor lingüístic i cultural, president de Lo Rat Penat, signatari de les Normes de Castelló el 1932, editor en català, impulsor de l'ensenyament en català i investigador de la toponímia valenciana i la història de la llengua.

## Biografia
Tot i haver nascut a Sueca, la seua família es va instal·lar a València quan Nicolau Primitiu tenia només set anys. Son pare tenia un petit taller de construcció de maquinària per al treball de l'arròs, situat a València, prop del Pla de Saïdia. Nicolau Primitiu es va dedicar al negoci familiar i va estudiar peritatge industrial per a preparar-se tècnicament. A partir del 1911 va fer-se càrrec personalment del negoci familiar per problemes de salut del pare. Amb enginy i feina constant, va donar un nou impuls al negoci, introduint-hi nous avanços tecnològics que van situar l'empresa al nivell d'altres companyies estrangeres. Va ser el creador de les primeres trilladores d'arròs que es van veure al camp valencià, a les primeries del segle xx.
Aquesta bonança econòmica i el fet de formar part de la petita burgesia valenciana de l'època li van permetre dedicar temps a les seues inquietuds intel·lectuals. Com a soci de Lo Rat Penat va tenir ocasió de relacionar-se amb lletraferits valencianistes de l'època: Josep Martínez Aloy, Josep Sanchis Sivera i d'altres. A partir de 1928 va començar a publicar els seus treballs d'investigació històrica tant a revistes especialitzades com a premsa diària, desenvolupant una important tasca de divulgació de temes històrics valencians.
Va ser president de Lo Rat Penat des de gener de 1933 fins al començament de 1935; director corresponent del Centre de Cultura Valenciana des de 1921; president honorífic de l'entitat Acció Cultural Valenciana (1930-1931); va ocupar també la presidència de Proa (Consell de Cultura i Relacions Valencianes, 1935-1936) i va col·laborar amb l'Agrupació Valencianista Escolar (1934-1935). Va ser un dels signataris de les Normes de Castelló de 1932. Entre el 1958 i el 1959, edità la revista Sicània.
La seua biblioteca personal, especialitzada en temàtica valenciana i composta per més de 40.000 volums, molts d'ells rars i difícils de localitzar, va ser donada pels seus descendents, la família Gómez-Senent, a l'Estat. Aquesta biblioteca constitueix el fons germinal de la biblioteca autonòmica valenciana que rep el nom de Biblioteca Valenciana Nicolau Primitiu.
Com a membre del Servei d'Investigació Prehistòrica, va descobrir jaciments com el d'El Endrinal, a Bronchales (Terol), o El Colmenar, del qual va donar notícia, mitjançant una nota de premsa, el 25 de novembre de 1928. En 1945 va dirigir les investigacions sobre les troballes descobertes baix del Palau de la Generalitat durant la construcció d'una torre. En 1921, any de la seua creació, va presidir la secció d'arqueologia del Centre de Cultura Valenciana. El 1961 va participar en unes conferències organitzades per l'Ateneo Mercantil de València per tal de commemorar els 2.100 anys de la fundació de la ciutat, amb una conferència anomenada «Tyris, Valentia, Brutobria».

## Activisme cultural
Nicolau Primitiu va emprendre una enèrgica acció cultural i política durant la Segona República, i també una intensa tasca cultural al llarg de la dictadura franquista.
 Des del principi de la seua tasca per la llengua, va treballar amb la intenció de destensar els conflictes entre els diferents sectors del valencianisme i de situar la llengua i la cultura pròpies per damunt dels interessos polítics. Pel que fa al seu ideari polític, va arribar a escriure el 1931 a la publicació El Sueco «No’ns pregunteu si som de la “Dreta” o de la “Esquerra” o del “Centre”, ¡Som valencianistes!».
Com a mostra del caràcter conciliador de Nicolau Primitiu a dintre del valencianisme, hi ha el paper que va jugar no només en signar les Normes de Castelló el 1932, sinó en convèncer per signar-les importants intel·lectuals com Lluís Fullana o neutralitzar l'oposició d'altres com Josep M. Bayarri. Segons Nicolau Primitiu, calia «sacrificar un poquet el amor propi en benefici de la unió possible dels valencians per a fer llabor valencianista».
Des de l'entitat Lo Rat Penat va difondre concursos de llibrets de falles i va impulsar els cursos de llengua fets per Carles Salvador, en plena postguerra. Va pronunciar diferents i importants discursos i conferències centrats en la promoció de la llengua («La llengua valenciana a l'escola», llegida dins la Setmana Pedagògica d'Ontinyent el dia 20 de setembre de 1934) o en la proposta de solucions per a assolir la plena unitat de la llengua («La llengua Ba-Ca-Va (Balear-Catalano-Valenciana)», conferència impartida a l'Agrupació Valencianista Escolar, el 30 d'abril de 1935).
Aquest caràcter pacificador i determinant en l'àmbit valencià va fer que Francesc de Borja Moll li atorgara el títol de president de la Comissió Patrocinadora del Diccionari Català-Valencià-Balear a València, tasca que ell va emprendre decididament, convocant, per exemple, milers de persones a escoltar les explicacions de Manuel Sanchis i Guarner i Francesc de Borja Moll a València.
En els darrers anys de la seua vida va fundar l'Editorial Sicània i la revista homònima Sicània Mensual, a través de les quals va donar a conèixer tota una nova generació d'escriptors valencians en català, com ara Beatriu Civera, Maria Ibars, Joan Valls Jordà, Antoni Igual Úbeda, Josep Mascarell i Gosp, i també va editar obres d'escriptors consolidats com per exemple Francesc Almela i Vives, Carles Salvador, Xavier Casp o Mossèn Moscardó. L'editorial es va mantenir activa amb certes dificultats des del 1955 fins al 1967 i va publicar vint-i-huit títols, un altre exemple de la fermesa en la normalització lingüística de Nicolau Primitiu.

## Tasca de recerca i propostes teòriques
En la tasca d'erudit i d'investigador duta a terme per Nicolau Primitiu trobem una gran diversitat de matèries i un elevat volum de treballs de recerca. Des dels diferents descobriments de jaciments arqueològics fins a l'estudi i la classificació exhaustiva de la toponímia valenciana, un referent per a tots els estudis posteriors. No obstant això, existeixen dos punts polèmics en les seues opinions.
En la conferència «La llengua Ba-Ca-Va (Balear-Catalano-Valenciana)» exposava l'original denominació per a la llengua catalana que ell havia ordit i que va utilitzar repetidament també en la forma de bacavés, amb la intenció de neutralitzar les veus secessionistes dins de la unitat de la llengua, que no veien reflectida la seua parla valenciana amb la denominació de català. Aquesta proposta no va ser acceptada des de cap sector.
Un altre aspecte controvertit en la tasca de recerca de Nicolau Primitiu és la creença que calia buscar les arrels de la nostra llengua en els avantpassats ibers. Si bé al començament del segle xx la relació entre la parla ibèrica i la catalana ha estat element d'estudi de diversos lingüistes catalans, tot mirant d'atorgar a la llengua uns orígens romàntics i llegendaris, en etapes posteriors ha estat negada des d'un punt de vista científic pels estudis de Manuel Sanchis Guarner, entre d'altres. Malgrat tot i a partir d'aquell moment, aquests arguments errats de base han estat presos per determinats sectors polítics per a intentar donar suport històric a les seues creences.

## Bacavés
Bacavés o Bacavès és la denominació alternativa a la llengua catalana proposada per l'autor, inventada a partir de les inicials dels territoris en els quals els parla aquesta llengua, amb l'objectiu de definir una denominació unitària per la llengua sense referències geogràfiques privatives a cap territori concret. Pel que fa als territoris on la llengua es parla, va proposar la denominació de Bacàvia.
La proposta de bacavès data de principis del segle xx, com evolució del terme balear-català-valencià, utilitzat per Nicolau-Primitiu per primera vegada en 1925 i acurtat a partir de les primeres síl·labes de balear, català i valencià a mitjans de la dècada de 1930. Encara que Nicolau Primitiu utilitzara la denominació extensament als seus dietaris ja des de 1935, el terme no apareixeria públicament fins a 1957, en un llibre sobre els Ibers, i no desenvoluparia la idea fins a 1962, quan ja havia esclatat la polèmica sobre la denominació dels Països Catalans i la Comunitat Catalànica al món del valencianisme de post-guerra. Durant els anys 1950 i 1960, el terme apareixeria en diferents mitjans del món cultural clandestí sense arribar a fer fortuna.
A banda de l'article «Una llengua sens nom» de 1962, en 1978 es publica el «Manifest de la llengua cavabana o catalana-valenciana-balear» (que apareixeria al setmanari Hoja del Lunes de Palma, en el mensual Terres Catalanes de Perpinyà i extret en la revista Ponent Quaderns Literaris), on es defensava una nova variant del terme, cavabà o cavabànic, mot format a partir de les primeres lletres i síl·labes de català, valencià i balear (ordenades segons el nombre de parlants) i amb les tres a d'Aragó (per la Franja de Ponent), Andorra i l'Alguer.

## Obres destacades
- 1923 Contribució al estudi de la molineria valenciana mijeval
- 1932 Excavacions de Valencia
- 1933 Lo Rat-Penat és la Casa Pairal de la valencianitat
- 1935 La Renaixença i el Romanticisme
- 1936 La llengua valenciana a l'escola
- 1936 El bilingüisme valencià
- 1946 Excavaciones para la ampliación del antiguo palacio de la Generalidad del Reino de Valencia
- 1948 Paleolingüística valenciana
- 1949 De paleotoponímia valenciana: Onda i Quartonda
- 1950 Contribución al estudio de la protohistoria mítica de los ibero-sicanos
- 1954 De paleontoponímica valenciana pseudo-àrab
- 1950 Recordances de Sant Vicent Ferrer
- 1951 Las guerras de Aníbal preparatorias del sitio de Saguntum
- 1956 Alacant i Benacantil: estudi de paleotoponímia valenciana
- 1957 La protohistoria mítica de los Íbero-Sicanos